# John Fraser
John Fraser ( * 1750 – 26 de abril de 1811, Chelsea) fue un empresario, y botánico escocés, aborigen de Tomnacross, Aird, Inverness, Escocia. Se mudó a Londres, donde comenzó a trabajar como un trapero, con lino entre otros, pero luego, con su hijo, comenzaron a realizar recolecciones botánicas, enviándolas a viveros de Londres, y a otros clientes, incluyendo al zar de Rusia, Chelsea Physic Garden, William Aiton (jefe jardinero de Kew Gardens), y de Sir James Edward Smith. Viajó extensamente, recolectando en la isla de Terranova y en las Apalaches, en Norteamérica. Durante ese período, conoció al eminente botánico Thomas Walter (1740 - 1789), y se hizo amigo de él.

## Algunas publicaciones
- A short history of the Agrostis cornucopiae. 1789
- Thalia dealbata. 1794
- A catalogue of new and interesting plants in Upper Louisiana. 1813

## Honores

### Epónimos
Género
- (Gentianaceae) Frasera Walter[1]

Más de 200 especies, como
- Abies fraseri (Pursh) Poir.[2] (abeto de Fraser )
- Picea fraseri Emerson[3] (pino de Fraser)
- Magnolia fraseri Walter[4] (magnolia de Fraser)
- Pleopeltis fraseri (Kuhn) A.R.Sm.[5]